# Chrysachne hyphochoria
Chrysachne hyphochoria är en svampart som beskrevs av Cif. 1938. Chrysachne hyphochoria ingår i släktet Chrysachne, divisionen sporsäcksvampar och riket svampar.   Inga underarter finns listade i Catalogue of Life.